# Mytilinidion scolecosporum
Mytilinidion scolecosporum är en svampart som beskrevs av M.L. Lohman 1932. Mytilinidion scolecosporum ingår i släktet Mytilinidion och familjen Mytilinidiaceae.   Inga underarter finns listade i Catalogue of Life.